# Angela Strehli

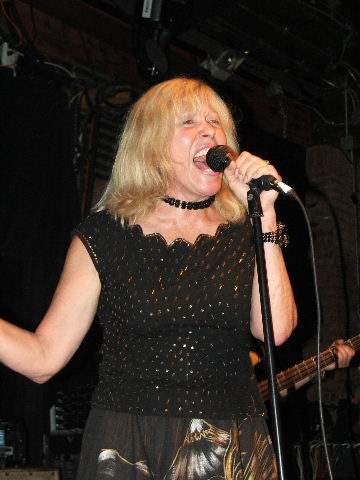
Angela Strehli "Girls Night" in Austin, Texas – Juli 2006

Angela Strehli (* 22. November 1945 in Lubbock, Texas) ist eine US-amerikanische Bluessängerin, Songwriterin und Bluesgeschichtsforscherin.

## Leben
Angela Strehlis Vater war Collegeprofessor. In den frühen 1960er-Jahren begann Angela Strehli, Bass und Mundharmonika zu spielen, wandte sich aber bald dem Gesang zu. 1966 besuchte sie als Vertreterin der YWCA Chicago und hörte hier Konzerte von Howlin’ Wolf, Muddy Waters und Buddy Guy. In ihrem letzten Universitätsjahr an der University of Texas, das sie mit einem Abschluss in Psychologie und Soziologie beendete, gründete sie mit Lewis Cowdrey "The Fabulous Rockets". 1972 war sie Gründungsmitglied von "Southern Feeling", gemeinsam mit W. C. Clark und Denny Freeman. 1975 wurde sie Stage Managerin und Soundtechnikerin von "Antone's", einem Nachtclub in Austin, Texas. Dort entdeckte und förderte sie auch den jungen Bluesmusiker Stevie Ray Vaughan. Aus ihrer Idee, Bluesmusiker bei ihrem Auftritt aufzunehmen, besonders wenn sie keine Plattenfirma mehr hatten, entstand die Livemusik-Reihe "Antone's Records and Tapes".
Strehli arbeitete unter anderem mit Andy Santana, Elvin Bishop und Pinetop Perkins zusammen und trat bei Festivals wie dem "Notodden Blues Festival", "Long Beach Blues Festival", "Edmonton's Labatt Blues Festival" und dem "San Francisco Blues Festival" auf. Strehli lebt heute in San Francisco. Ihr Bruder Al schrieb bereits früh Choräle und ist ein bedeutender Spieler spanischer Gitarrenmusik.

## Diskografie

### Alben
- Soul Shake (1987) – Antone's
- Blonde and Blue (1993) – Rounder
- Deja Blue (1998) – A&M
- Live from Rancho Nicasio (2001) – Angela Strehli[4]
- Blue Highway (2005) – M.C. Records
- Blonde & Blue (2007) – Rounder[5]

### Gastmusikerin (Auswahl)
- Marcia Ball Gatorhythms (1989)
- Matt Guitar Murphy Way Down South (1990)
- People Get Ready: A Tribute to Curtis Mayfield (1993)
- Sue Foley Listen Now  Without a Warning (1994)
- Live at Carnegie Hall (1984) Stevie Ray Vaughan & Double Trouble (1997)
- SRV Stevie Ray Vaughan & Double Trouble (2000)
- Shout Sister Shout: A Tribute to Sister Rosetta Tharp (2003)
- Blues Rolls On Elvin Bishop (2008)[6]

### DVD
- Angela Strehli, Sarah Brown & Marcia Ball – In Concert: Ohne Filter (2004)[7]

## Zitate
- Angela is one of the classiest and most soulful blues singers I know, great songs, sung and played with deep soul, funk and authenticity. This is the real deal.   Bonnie Raitt
- Angela is the real blues deal.  She sings straight from her heart and soul and always has the best songs. You wonder where she gets them and then you find out she wrote them. Marcia Ball
- Tough, Soulful & Sexy.  My Kind of Blues" Buddy Guy
- Tough, knowing and honest, her chosen context, the Blues, fits her perfectly, with none of the blackface cultural contradictions that often turn white blues shows into exercise in wishful thinking."[8]